# Amplepuis
Amplepuis település Franciaországban, Rhône megyében. Lakosainak száma 4858 fő (2022. január 1.). Amplepuis Saint-Jean-la-Bussière, Saint-Victor-sur-Rhins, Régny, Machézal, Fourneaux, Lay, Les Sauvages, Valsonne és Ronno községekkel határos.

## Népesség
A település népességének változása:
| Lakosok száma | 5032 | 5072 | 5149 | 4976 | 4929 | 4919 | 4906 | 4840 | 4858 |
|               | 2013 | 2015 | 2016 | 2017 | 2018 | 2019 | 2020 | 2021 | 2022 |